# Lee Yun-seok
Lee Yun-seok (ur. 30 grudnia 1989) – południowokoreański zapaśnik w stylu wolnym. Zajął trzynaste miejsce w mistrzostwach świata w 2017. Brązowy medal na igrzyskach azjatyckich w 2010 i mistrzostwach Azji w 2010 i 2011. Dziesiąty na Uniwersjadzie w 2013, jako zawodnik Yong In University w Yongin.